# شان اسلوو
شان اسلوو (انگلیسی: Shawn Slovo؛ زادهٔ ۱۹۵۰) فیلم‌نامه‌نویس اهل آفریقای جنوبی است.
وی دستیار شخصی رابرت دنیرو حین ساخت فیلم‌های گاو خشمگین و سلطان کمدی بود.
از فیلم‌ها یا مجموعه‌های تلویزیونی که وی در آن‌ها نقش داشته‌است، می‌توان به ماندولین کاپیتان کارولی و یک دنیا فاصله اشاره نمود.